# Myrna Pokiak
Myrna Pokiak (Agnaviak) est une artiste, conceptrice et commissaire Inuvialuit,. Elle a également une entreprise: Alappaa Inc et a été gestionnaire chez Paul Bros NEXTreme Inc. Myrna habite à Yellowknife au Territoires du Nord-Ouest mais est originaire de Tuktuyaaqtuuq, aujourd’hui appelé Tuktoyaktuk,.

## Biographie
Myrna Pokiak est née en 1979 de son père James et de sa mère Maureen Pokiak. Durant son enfance, Myrna a été introduite à plusieurs enseignements culturels et a pris part à plusieurs expériences avec sa famille. Sa famille et elle-même voyageaient un peu partout sur l’eau et la terre. Les connaissances, traditions et compétences qu’elle a apprise tout au long de son enfance sont le résultat de la transmission des savoirs intergénérationnels.
Grâce à son enfance, elle transmet ses propres commaissances culturelles à ses enfants. Myrna et son mari Eddie Paul sont parents de 3 filles soit Mya, Launa et Kara. Ils habitent à Yellowknife aux territoires du Nord-Ouest.

## Formation
Myrna Pokiak a pris part à de nombreuses formes d’éducation. Tout d’abord, elle est titulaire d’un baccalauréat en anthropologie ainsi qu’un baccalauréat en éducation. De plus, Myrna est active dans le programme de maîtrise Toby Robbins.
Suite à ses études, Myrna a travaillé dans plusieurs secteurs dont le Inuvialuit Regional Corporation, les départements du Gouvernement des Territoires du Nord-Ouest, des musées et centres culturels et des collèges et universités. Myrna a aussi élaboré des programmes de sensibilisation culturelle. Elle est connue pour son éducation sur le territoire dans sa communauté et l’éducation de la culture. Pour continuer, Myrna a été gestionnaire de Paul Bros NEXTreme Inc et elle est propriétaire de son entreprise Alappa Inc.
De plus, Pokiak a pris part à des enquêtes archéologiques au Aulavik National Park et Tuktut Nogait National Park. Elle a aussi fait l'écriture d'un ''Teacher Guide for Taimani At That Time'' produit par l'Inuvialuit Regional Corporation et elle a développé un ''Aboriginal Cultural Awareness E Training package'' pour le Gouvernement des territoires du Nord-Ouest. C'était pour éduquer les gens sur les peuples autochtones.

## Pratique artistique
La carrière artistique de Myrna Pokiak (Agnaviak) est principalement inspirée par sa culture Inuvialuit et les paysages observés durant les découvertes et expériences qu’elle a fait avec sa famille en étant jeune. Elle a quelques thématiques principales présentes dans son art dont l’histoire, les cultures du Nord et l’environnement. Elle inclut ces thématiques dans son style artistique qui est principalement un mélange entre l’art traditionnel Inuvialuit et l’art contemporain. Elle utilise également différentes techniques pour créer ses œuvres dont la photographie, le perlage, le dessin et l’art textile. Elle inclut également dans son art des photos et vidéos qu’elle a prises dans la nature.
Cette artiste est également connue pour sa création du monument commémoratif des femmes et des filles autochtones disparues et assassinées. Ce monument est positionné devant l’Assemblée législative depuis 2023. L’artiste a inclus plusieurs composantes au monument : une parka rouge pour démontrer la culture nordique, un tambour déné pour représenter les Dénés et des plumes présentées en forme de symbole d’infini entouré de cœurs pour démontrer les Métis. Sur le monument, il y a aussi la présence du qulliq (une lampe à huile), qui démontrent les Inuvialuit et les Inuits. Ce monument est un lieu pour se commémorer des femmes et filles autochtones, réfléchir aux expériences passées et guérir les générations futures.
Myrna est aussi connue pour avoir travaillé deux fois avec Royal Canadian Mint. La première fois qu’elle a travaillé avec eux, c'était pour célébrer les 150 ans des territoires du Nord-Ouest. Elle a démontré son art en 2020 en créant une pièce de monnaie. Sur le paysage de celle-ci, on peut apercevoir 11 couteaux traditionnels ulu, un tipi dene et une ceinture fléchée. Ces objets représentent plus précisément les cultures Inuvialuit & Inuit, Métis et Dene,.
La deuxième fois qu’elle a travaillé avec Royal Canadian Mint c'était en raison de la journée internationale des peuples autochtones. En 2023, Myrna a travaillé avec Megan Currie et Jennine Kraucho. Elles ont installé leur art respectif sur une pièce de 2$ pour démontrer et respecter les différentes cultures autochtones.

## Expositions
- 25 octobre 2019 au 13 septembre 2021 — Il y a eu l’exposition de Qilalukkat! Belugas and Inuvialuit: Our Survival Together au musée de la Nature à Ottawa. Son art a été intégré dans cette exposition[1].
- 4 octobre 2023 — Exposition du monument commémoratif créé par Myrna qu’elle a conçue pour les filles et les femmes autochtones disparues et assassinées. Il y a eu le dévoilement du monument devant l’Assemblée législative[8].
- 7 septembre 2024 — Installation d'un monument d'une pièce de monnaie de 1,5 mètre portant l'oeuvre de Myrna au Pingo Canadian Landmark[10]. Son inspiration pour cette œuvre était les repères du fleuvre Mackenzie à l'océan arctique. Elle a aussi inclus des symboles pour célébrer par la récolte, musique et fierté. Elle a inclus dans son œuvre une fille qui frappe sur un tambour pour démontrer les personnes du Nord et pour célébrer la vie et les territoires du Nord-Ouest[10].

## Distinction
- Prix N.W.T Minister’s Culture and Heritage Circle. Elle a gagné ce prix pour son implication dans l’expansion et explications de sa culture, sa langue et les arts[7].